# وزیر جهاد کشاورزی
وزیر جهاد کشاورزی، وزیر و بالاترین مقام اجرایی و سیاسی در وزارت‌خانهٔ جهاد کشاورزی ایران است و از اعضای هیئت دولت جمهوری اسلامی ایران می‌باشد.

## فهرست
| ر.  | نام        | نام                                 | نگاره                       | آغاز تصدی       | پایان تصدی      | دولت            | رئیس دولت | م.     |
| --- | ---------- | ----------------------------------- | --------------------------- | --------------- | --------------- | --------------- | --------- | ------ |
| ۱   |            | محمود حجتی (زادهٔ ۱۳۳۴)              |                             | ۱۴ دی ۱۳۷۹      | ۲۵ دی ۱۳۷۹      | هفتم            | خاتمی     | [ ۲ ]  |
| ۱   | ۲۵ دی ۱۳۷۹ | محمود حجتی (زادهٔ ۱۳۳۴)              | ۲ شهریور ۱۳۸۴               | [ ۳ ]           |                 | هفتم            | خاتمی     |        |
| ۱   | ۲۵ دی ۱۳۷۹ | محمود حجتی (زادهٔ ۱۳۳۴)              | ۲ شهریور ۱۳۸۴               | هشتم            | [ ۴ ]           |                 | خاتمی     |        |
| ۲   |            | محمدرضا اسکندری (زادهٔ ۱۳۳۸)         |                             | ۲ شهریور ۱۳۸۴   | ۱۲ شهریور ۱۳۸۸  | نهم             | احمدی‌نژاد | [ ۵ ]  |
| ۳   |            | صادق خلیلیان (زادهٔ ۱۳۳۸)            |                             | ۱۲ شهریور ۱۳۸۸  | ۲۴ مرداد ۱۳۹۲   | دهم             | احمدی‌نژاد | [ ۶ ]  |
| (۱) |            | محمود حجتی (زادهٔ ۱۳۳۴)              |                             | ۲۴ مرداد ۱۳۹۲   | ۴ آذر ۱۳۹۸      | یازدهم ‏         | روحانی    | [ ۷ ]  |
| (۱) | دوازدهم    | محمود حجتی (زادهٔ ۱۳۳۴)              | [ ۸ ]                       | ۲۴ مرداد ۱۳۹۲   | ۴ آذر ۱۳۹۸      |                 | روحانی    |        |
| –   | دوازدهم    |                                     | عباس کشاورز (زادهٔ ؟) سرپرست |                 | ۴ آذر ۱۳۹۸      | ۲۰ فروردین ۱۳۹۹ | روحانی    | [ ۹ ]  |
| ۴   | دوازدهم    |                                     | کاظم خاوازی (زادهٔ ۱۳۴۷)     |                 | ۲۰ فروردین ۱۳۹۹ | ۳ شهریور ۱۴۰۰   | روحانی    |        |
| ۵   |            | سید جواد ساداتی‌نژاد (زادهٔ ۱۳۵۱)     |                             | ۳ شهریور ۱۴۰۰   | ۲۶ فروردین ۱۴۰۲ | سیزدهم          | رئیسی     |        |
| –   |            | سید محمد آقامیری (زادهٔ ۱۳۵۱) سرپرست |                             | ۲۶ فروردین ۱۴۰۲ | ۱۴۰۲            | سیزدهم          | رئیسی     | [ ۱۰ ] |
| ۶   |            | محمدعلی نیکبخت (زادهٔ ۱۳۴۳)          |                             | ۱۴۰۲            | ۳۱ مرداد ۱۴۰۳   | سیزدهم          | رئیسی     | [ ۱۱ ] |
| ۶   | مخبر       | محمدعلی نیکبخت (زادهٔ ۱۳۴۳)          |                             | ۱۴۰۲            | ۳۱ مرداد ۱۴۰۳   | سیزدهم          |           |        |
| ۷   |            | غلامرضا نوری قزلجه (زادهٔ ۱۳۴۹)      |                             | ۳۱ مرداد ۱۴۰۳   | متصدی           | چهاردهم         | پزشکیان   | [ ۱۲ ] |